# Edoardo Vera
Edoardo Vera (1821–1889) va ser un compositor d'òpera italià.

## Obres
Òpera

- Anelda de Messina
- Valeria: tragèdia lírica en quatre actes sobre un llibret d'Antonio Ghislanzoni – 1869
- Adriana Lecouvreur i la duquessa de Bouillon: (sobre el mateix tema que Adriana Lecouvreur) drama líric en 4 actes sobre un llibret d'Achille de Lauzières – 1856[4]

## Cançons
- "Les ombres"
- "Els traïts"
- "Aboca'm el vi"